# Aeroportul Tangier Ibn Battouta
Aeroportul Tangier Ibn Battouta (în franceză Aéroport de Tanger Ibn Batouta) (IATA: TNG, ICAO: GMTT) este un aeroport din Tangier-Tetouan-Al Hoceima⁠(d), Maroc ce deservește zona Tanger. Aeroportul a fost tranzitat în 2022 de 1.432.175 de pasageri. A fost deschis în 1958 și numit după zona deservită.
Situat la o altitudine de 21 m, aeroportul dispune de 1 pistă. Este operat de Moroccan Airports Authority⁠(d).

## Infrastructură

### Piste
Aeroportul dispune de o singură pistă. Pista are orientarea 10/28.